# Вадозні води
Вадозні води(рос. вадозные воды, англ. vadose water, interstitial water, cavern water; нім. Wadwässer)  — підземні води, що містяться у порах, тріщинах і порожнинах верхніх шарів земної кори; утворюються внаслідок випадання і проникнення в пористі гірські породи атмосферних опадів.
Вадозні води є атмосферного походження, вільно рухаються під впливом сили тяжіння над водним дзеркалом в водопроникних гірських породах, на противагу фреатичним водам.

## Інтернет-ресурси
- Словарь по гидрогеологии и инженерной геологии. ВАДОЗНЫЕ ВОДЫ [Архівовано 16 січня 2019 у Wayback Machine.]

| Гідрологія | Це незавершена стаття з гідрології. Ви можете допомогти проєкту, виправивши або дописавши її. |